# Ten-Brielen
Ten-Brielen est un hameau de la ville belge de Comines-Warneton située en Région wallonne dans la province de Hainaut.
Le hameau dépendait de la commune de Comines avant la fusion des communes de 1977. Le hameau et la commune disposent de facilités linguistiques.

## Étymologie
Le nom Briel est la forme frisonne du Gallo-roman brogilo signifiant enclos et garenne. La plus ancienne mention de Ten-Brielen date du XIIe siècle, cité dans une liste d'affranchissement.
Toutefois, Ten-Brielen est usuellement appelé Kapelle par la population locale ou encore Capélo dans sa version picarde. Le gentilé local est capélo ou kapelaar en néerlandais, bien que le gentilé officiel soit Ten-Brielois. .

## Histoire
Si la ville est mentionnée depuis le XIIe siècle, l'existence de la seigneurie de Ten-Brielen n'est évoqué que dans peu de sources. La première remonte à 1481, lors du dénombrement de la seigneurie d'Oosthove appartenant à la famille De Nevele. Auparavant, elle est citée comme fief le 1er avril 1364 par Guillaume De Nevele. Il s'agissait en effet d'un de leur arrière-fief éloigné. Elle consistait principalement en un territoire foncier.
La première chapelle est fondée en 1357 sous le nom Capelle de Ten-Brielen. Il faudra attendre 1805 pour qu'une paroisse y soit définitivement établie et la première église sera construite en 1899, dédiée à Saint-Eloi.
Au XIVe siècle, l'essentiel du fief était constitué d'une grande ferme, d'un manoir et d'une chapelle. Cependant, la majorité des bâtiments seront détruits en 1382. Le manoir subira le même sort vers 1477. Ces destructions suivront au gré des conflits, similaire de par sa proximité aux destructions cominoises.